# Post Swiss Team
Das Post Swiss Team war eine Schweizer Radsportmannschaft die von 1996 bis 2001 existierte.

## Geschichte
Das Team wurde von Jean-Jacques Loup, welcher später unter anderem das Team Phonak Hearing Systems leitete, gegründet. 1996 konnte neben den Siegen der zweite Platz beim GP Lugano, siebte Plätze bei der Regio-Tour, dem Grand Prix Guillaume Tell, dem Josef Voegeli Memorial sowie Platz 8 bei der Tour de Normandie erreicht werden. 1997 erkämpfte sich das Team Platz 2 beim GP Tell, dritte Plätze bei der Regio-Tour und der Hessen-Rundfahrt, Platz 4 beim Grande Prémio Internacional de Torres Vedras und Platz 5 bei der Tour de Suisse. Im dritten Jahr erwirkte die Mannschaft Platz 2 bei Circuito Montañés, fünfte Plätze bei der Österreich-Rundfahrt und dem Japan Cup, sechste Plätze bei Rund um den Henninger Turm und dem GP Tell sowie siebte Plätze bei der Berner Rundfahrt und der Murcia-Rundfahrt. 1999 wurden zweite Plätze bei Wien-Rabenstein-Gresten-Wien und der Wartenberg-Rundfahrt, Platz 6 bei der Tour de Suisse und Platz 7 bei Rund um den Henninger Turm realisiert. 2000 kamen zweite Plätze bei der Berner Rundfahrt und beim Josef Voegeli Memorial sowie Platz 6 beim Grand Prix Herning hinzu. 2001 wurde Platz 2 bei Rominger Classic, Platz 3 bei der Tour du Doubs, Platz 6 bei der Nokere Koerse sowie Platz 16 bei der Tour de Romandie erzielt. Nach der Saison 2001 löste sich das Team auf.
1996 war ein französischer Anbieter von Pferdewetten Hauptsponsor. Von 1997 bis 2001 wurde die Mannschaft von der Schweizerischen Post gesponsert.

## Erfolge
1996
- Schynberg-Rundfahrt
- Tour du Canton de Genève
- Schweizer Meister–Straßenrennen

1997
- eine Etappe Tour de Suisse
- Melbourne to Warrnambool Cycling Classic
- Stausee-Rundfahrt Klingnau
- Grand Prix Winterthur
- zwei Etappen Hessen-Rundfahrt
- zwei Etappen Grand Prix Guillaume Tell

1998
- zwei Etappen Vuelta a España
- drei Etappen Tour de Suisse
- Mailand–Turin
- Gesamtwertung und eine Etappe Wien-Rabenstein-Gresten-Wien
- eine Etappe Settimana Ciclistica Lombarda
- eine Etappe Österreich-Rundfahrt
- eine Etappe Grand Prix Guillaume Tell
- Berner Rundfahrt

1999
- Tour du Lac Léman
- eine Etappe Setmana Catalana de Ciclisme

2000
- Gesamtwertung und eine Etappe Giro della Svizzera Meridionale
- eine Etappe Hessen-Rundfahrt
- Kroatischer Meister–Einzelzeitfahren

2001
- Tour du Lac Léman
- Schweizer Meister–Straßenrennen
- Luxemburgischer Meister–Straßenrennen
- Luxemburgischer Meister–Einzelzeitfahren
- Kroatischer Meister–Einzelzeitfahren

## Bekannte Fahrer
- Niki Aebersold (1997–1998)
- Roland Meier (1997)
- Roger Beuchat (1997–2000)
- Markus Zberg (1998)
- Sven Montgomery (1998–1999)
- Marcel Strauss (1999–2000)
- Rolf Järmann (1999)
- Dirk Müller (2000)
- Christian Poos (2000–2001)
- Martin Čotar (2000–2001)
- Christian Heule (2000–2001)
- Aurélien Clerc (2001)
- Martin Elmiger (2001)
- Gerrit Glomser (2001)
- Marc Vanacker (2001)
- Steve Zampieri (2001)